# Anna Villani
Anna Villani (Salerno, 21 giugno 1966) è un'ex maratoneta italiana.
Quattro volte campionessa italiana di mezza maratona, partecipò alla Coppa del mondo di maratona dove, grazie al suo decimo posto, permise la conquista della medaglia d'argento per la squadra italiana composta da Antonella Bizioli e Laura Fogli.
Prese parte ai Giochi olimpici di Barcellona 1992 conquistando il ventesimo posto.
Nel 1994 partecipò alla Coppa Europa di maratona ottenendo la nona posizione e contribuendo così alla vittoria della squadra italiana composta da Maria Curatolo, Ornella Ferrara, Rosanna Munerotto, Bettina Sabatini e Laura Fogli.

## Palmarès
| Anno | Manifestazione  | Sede       | Evento   | Risultato | Prestazione | Note |
| ---- | --------------- | ---------- | -------- | --------- | ----------- | ---- |
| 1992 | Giochi olimpici | Barcellona | Maratona | 20ª       | 2h46'44"    |      |
| 1994 | Europei         | Helsinki   | Maratona | 9ª        | 2h34'46"    |      |
| 1997 | Mondiali        | Atene      | Maratona | 27ª       | 2h43'58"    |      |

## Campionati nazionali
- 4 volte campionessa italiana di mezza maratona (1985, 1991, 1992 e 1993)

1984
- 13ª ai campionati italiani assoluti, 3000 m piani - 9'49"26

1985
- Oro ai campionati italiani di maratonina - 1h14'05"
- 5ª ai campionati italiani assoluti, 10000 m piani - 34'01"21
- 5ª ai campionati italiani assoluti, 3000 m piani - 9'35"93
- 16ª ai campionati italiani di corsa campestre

1986
- Bronzo ai campionati italiani di maratona - 2h48'13"
- 7ª ai campionati italiani di maratonina - 1h19'23"
- 4ª ai campionati italiani di corsa campestre - 16'01"4

1988
- 4ª ai campionati italiani assoluti, 10000 m piani - 34'26"66

1989
- Bronzo ai campionati italiani assoluti, 10000 m piani - 33'52"29
- Bronzo ai campionati italiani di maratonina - 1h14'11"
- 5ª ai campionati italiani di corsa campestre - 21'09"

1991
- Oro ai campionati italiani di maratonina - 1h13'35"

1992
- Oro ai campionati italiani di maratonina - 1h12'01"
- 6ª ai campionati italiani di corsa campestre - 21'14"

1993
- Oro ai campionati italiani di maratonina - 1h12'22"
- 6ª ai campionati italiani di corsa campestre - 20'21"

1994
- 5ª ai campionati italiani assoluti, 10000 m piani - 34'10"18
- 22ª ai campionati italiani di corsa campestre

1999
- 6ª ai campionati italiani di maratonina - 1h19'31"

2001
- 30ª ai campionati italiani di maratonina - 1h22'56"

## Altre competizioni internazionali
1985
- Bronzo al Cross della Vallagarina ( Villa Lagarina) - 17'02"0

1989
- Oro alla Maratona d'Italia ( Carpi) - 2h35'05"
- 7ª alla Cinque Mulini ( San Vittore Olona) - 18'46"

1991
- 10ª alla Coppa del mondo di maratona - 2h31'26" ( Argento per la squadra italiana;  Londra)
- Argento alla Maratona d'Italia ( Carpi) - 2h33'32"

1991
- 5ª alla Maratona d'Italia ( Carpi) - 2h31'06"

1992
- Argento alla Maratona di Torino ( Torino) - 2h40'28"
- Oro alla Roma-Ostia ( Roma) - 1h12'12"

1993
- Oro alla Roma-Ostia ( Roma) - 1h12'34"

1994
- 9ª alla Coppa Europa di maratona - 2h34'46" ( Oro per la squadra italiana;  Helsinki)
- 9ª alla Stramilano ( Milano) - 1h14'31"

1997
- Argento alla Maratona di Roma ( Roma) - 2h35'48"

1999
- Bronzo alla Maratona di Firenze ( Firenze) - 2h41'35"

2000
- 31ª al Campaccio ( San Giorgio su Legnano) - 22'00"